# Julio Carabias Salcedo
Julio Carabias Salcedo (Valladolid, 1883 - Santiago de Chile, 11 de mayo de 1963) fue un economista y profesor español que desempeñó el cargo de gobernador del Banco de España desde abril de 1931 a septiembre de 1933.

## Biografía
Nacido en Valladolid en 1883, fue un experto en economía bancaria nombrado gobernador del Banco de España por el primer gobierno de la Segunda República, desde el 16 de abril de 1931 hasta septiembre de 1933. Tras la guerra civil se exilió en México en 1939.